# Chiesa di Sant'Ambrogio (Inverigo)
La chiesa di Sant'Ambrogio è la parrocchiale di Inverigo, in provincia di Como e arcidiocesi di Milano; fa parte del decanato di Cantù.

## Storia
La prima citazione di una chiesa a Inverigo risale alla fine del Duecento ed è da ricercarsi nel Liber Notitiae Sanctorum Mediolani, redatto da Goffredo da Bussero, in cui si legge che essa dipendeva della pieve di Mariano; ciò è confermato, quasi due secoli dopo, dal Liber seminarii mediolanensis del 1564.
Tra il 1665 e il 1681, in seguito al crollo dell'antico luogo di culto, venne costruita una nuova chiesa.
Dalla relazione della visita pastorale del 1762 dell'arcivescovo di Milano Giuseppe Pozzobonelli si apprende che il numero dei fedeli era pari a 523 e che la parrocchiale di Sant'Ambrogio, in cui avevano sede il sodalizio del Santissimo Sacramento e la confraternita della Beata Vergine del Monte Carmelo, aveva come filiali gli oratori di San Giuseppe, di San Silvestro, di Sant'Andrea Apostolo e di Santa Maria della Noce.
L'arcivescovo Andrea Carlo Ferrari, durante la sua visita pastorale del 1900, trovò che i fedeli ammontavano a 1350 e che la parrocchiale, dalla quale dipendevano gli oratori di Santa Maria alla Noce, di San Silvestro, di Sant'Andrea Apostolo e di San Giuseppe, era sede della confraternita del Santissimo Sacramento.
La chiesa fu interessata da un rifacimento tra il 1930 e il 1931 secondo i disegni dell'architetto Paolo Mezzanotte; la consacrazione venne impartita il 14 agosto di quel medesimo anno dall'arcivescovo Alfredo Ildefonso Schuster.
Nel biennio 1971-72, con la riorganizzazione territoriale dell'arcidiocesi voluta dall'arcivescovo Giovanni Colombo, la parrocchia di Sant'Ambrogio passò dal vicariato foraneo di Mariano, contestualmente soppresso, al decanato di Cantù.
Il campanile venne restaurato nel 1986 e l'anno successivo, invece, la chiesa; nel 1989 si procedette all'esecuzione dell'adeguamento liturgico secondo le usanze postconciliari mediante l'aggiunta dell'altare rivolto verso l'assemblea.

## Descrizione

### Esterno
La facciata della chiesa, rivolta a sudovest, è suddivisa da una cornice marcapiano aggettante in due registri, entrambi scanditi da lesene; quello inferiore, più largo, presenta centralmente il portale d'ingresso, protetto dal protiro, e ai lati gli ingressi secondari, mentre quello superiore è caratterizzato da una finestra e coronato dal timpano triangolare.
Annesso alla parrocchiale è il campanile a base quadrata, la cui cella presenta su ogni lato una monofora a tutto sesto ed è coronata dal tamburo ottagonale.

### Interno
L'interno dell'edificio si compone di tre navate, separate da pilastri sorreggenti archi a tutto sesto e abbelliti da lesene sopra i cui capitelli corre la trabeazione modanata e aggettante su cui s'impostano le volte; al termine dell'aula si sviluppa il presbiterio, rialzato di alcuni gradini, ospitante l'altare maggiore e chiuso dall'abside di forma semicircolare.
Qui sono conservate diverse opere di pregio, tra le quali la tela avente come soggetto Sant'Ambrogio, risalente alla prima metà del Seicento, la serie di quattro dipinti ritraenti i Dottori della Chiesa, e la pala raffigurante la Beata Vergine Maria del Carmine, dipinta nel 1575 da Bernardino Campi.